# André Hardy s'enflamme
Série Andy Hardy
André Hardy millionnaire (1939) André Hardy détective (1939)
Pour plus de détails, voir Fiche technique et Distribution.
André Hardy s'enflamme (Andy Hardy Gets Spring Fever) est un film américain en noir et blanc réalisé par W. S. Van Dyke, sorti en 1939.
Il s’agit du septième des seize volets que compte la série de films mettant en scène le personnage d'Andy Hardy, interprété par Mickey Rooney.

## Synopsis
André Hardy est contrarié que sa petite amie Polly soit tombée amoureuse du lieutenant Charles Copley. André ne tarde pas à avoir le béguin pour son professeur d'art dramatique.  Le père d'Andy, le juge Hardy, sait que son fils est voué au chagrin d'amour, mais il décide de le laisser découvrir par lui-même à quel point l'amour peut être naïf.

## Fiche technique
- Titre français : André Hardy s'enflamme
- Titre original : Andy Hardy Gets Spring Fever
- Réalisation : W. S. Van Dyke
- Scénario : Kay Van Riper
- Producteur : 	Lou L. Ostrow
- Société de distribution : Metro-Goldwyn-Mayer
- Musique : Edward Ward
- Art Dir : Cedric Gibbons
- Photographie : Lester White
- Montage : Ben Lewis
- Decor : Edwin B. Willis
- Pays de production : États-Unis
- Format : noir et blanc - 1,37:1 - son : Mono (Western Electric Sound System)
- Genre : Comédie familiale
- Durée : 85 minutes
- Dates de sortie : 
  - États-Unis : 21 juillet 1939
  - France : 3 octobre 1941
  - Belgique : 13 octobre 1944 (Bruxelles)

## Distribution
- Mickey Rooney : André Hardy (Andrew 'Andy' Hardy, en VO)
- Lewis Stone : le juge Hardy
- Fay Holden : Mme Emily 'Emmy' Hardy
- Cecilia Parker : Marian Hardy
- Ann Rutherford : Polly Benedict
- Sara Haden : tante Milly Forrest
- Helen Gilbert : Miss Rose Meredith
- Terry Kilburn : Harmon 'Stickin Plaster' Higginbotham, Jr.
- John T. Murray : Don David
- George Breakston : « Beezy » Anderson
- Robert Kent : Lieutenant Copley
- Charles Peck : Tommy
- Addison Richards